# Paches (geslacht)
Paches is een geslacht van vlinders van de familie dikkopjes (Hesperiidae), uit de onderfamilie Pyrginae.

## Soorten
- P. era Evans, 1953
- P. exosa (Butler, 1877)
- P. loxus (Westwood, 1852)
- P. polla (Mabille, 1888)
- P. trifasciatus Lindsey, 1935